# Cogidubno
Tiberio Claudio Cogidubno (o Togidubno; fl. I secolo) è stato un principe britanno, sovrano della tribù celtica dei Regnensi della Britannia del I secolo d.C.

## Il personaggio e le varie ipotesi di identificazione
Chichester e la vicina villa romana a Fishbourne, che per alcuni era il palazzo di Cogidubno, erano parte del territorio degli Atrebati prima della conquista romana della Britannia. Cogidubno potrebbe essere stato erede di Verica, il re atrebate detronizzato nella prima metà del I secolo. Dopo la conquista romana, gli Atrebati entrarono a far parte della civitas dei Regnensi, che faceva probabilmente parte del regno di Cogidubno prima di essere inglobato nella provincia romana. I bagni pubblici, l'anfiteatro e il foro di Silchester furono probabilmente costruiti al tempo di Cogidubno.
In molti manoscritti dell'Agricola di Tacito (opera della fine del I secolo) il suo nome appare come Cogidumno, come Togidumno solo in uno. Tacito dice che aveva governato su molte civitates come fedele re cliente di Roma almeno fino agli anni settanta del I secolo
Di lui parla anche un'iscrizione danneggiata trovata a Chichester nel 1723 e databile alla fine del I secolo. Secondo la ricostruzione di J.E. Bogaers l'epigrafe sarebbe questa:
TEMPLVM

[PR]O·SALVTE·DO[MVS]·DIVINA[E]

[EX]·AVCTORITAT[E·TI]·CLAVD·

[CO]GIDVBNI·R[EG·MA]GNI·BRIT·

[COLE]GIVM·FABROR·ET[·Q]VI·IN·E[O]

[SVNT]·D·S·D·DONANTE·APEAM

La traduzione:

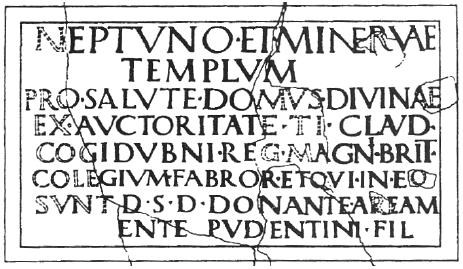
Iscrizione di Chichester

La corporazione degli artigiani e i suoi membri provvidero (questo) tempio di Nettuno e Minerva a loro spese per proteggere la casa divina durante il dominio di Tiberio Claudio Cogidubno, grande re dei Britanni. [...]dens, figlio di Pudentino, donò il terreno.
Un'altra iscrizione in cui si legge [...]GIDVBNVS fu trovata nella città gallo-romana di Mediolanum Santonum (oggi Saintes, Francia sud-occidentale), anche se sembra improbabile che si riferisca alla stessa persona.
Nell'iscrizione di Chichester, le prime due lettere del nome nativo del re, in genitivo, sono andate perdute. Di solito lo si ricostruisce come Cogidubno, seguendo la maggior parte dei manoscritti di Tacito. Tuttavia, alcuni studiosi, tra cui Charles E Murgia pensano che sarebbe più corretta linguisticamente la forma Togidubno. I nomi romani Tiberio Claudio indicano che aveva ricevuto la cittadinanza romana dall'imperatore Claudio, o forse da Nerone, mentre è poco probabile l'ipotesi suggerita da alcuni secondo cui ci sarebbe una relazione con Claudia Rufina, una donna britannica del cui matrimonio con Auluo Pudente a Roma negli anni novanta del I secolo parla il poeta Marziale.
Questo personaggio fu più o meno contemporaneo al re dei Catuvellauni Togodumno, di cui parla Dione Cassio. Le somiglianze dei loro nomi hanno indotto alcuni studiosi, tra cui l'illustre archeologo Barry Cunliffe, a ipotizzare che si tratterebbe della stessa persona e che quindi il re di Fishbourne era un figlio di Cunobelino e fratello di Carataco. Le fonti non supportano però quest'ipotesi: secondo Dione, Togodumno fu ucciso nel 43, quindi all'inizio della conquista romana, mentre Tacito afferma che Cogidubno rimase fedele re cliente di Roma fino alla seconda metà del I secolo. Ciò implicherebbe un errore nella trasmissione del testo dioneo.

## La villa a Fishbourne
Secondo Barry Cunliffe, il palazzo romano di Fishbourne sarebbe stato la sede di Cogidubno. Il dottor Miles Russell ha invece suggerito che sarebbe stato costruito per Sallustio Lucullo, proconsole romano della Britannia nel tardo I secolo, che forse era figlio del principe britannico Adminio.